# Fabian Körner
Fabian Körner (* 1968) ist ein deutscher Synchronsprecher, Hörspielsprecher, Moderator und Schauspieler.

## Leben
Mit acht Jahren sammelt Körner erstmals Erfahrungen mit dem Synchronsprechen und übernahm Synchronrollen für Kinder. Mit 18 Jahren moderierte er die Musiksendung Young Collections bei Tele 5. Seit 1988 arbeitet er hauptberuflich als Synchronsprecher, seit 1989 ist er Station-Voice von RTL.
Als Schauspieler wirkte Körner unter anderen 1978 in dem Fernsehfilm Das Geld liegt auf der Bank und 1988 in je einer Episode der Fernsehserien Lindenstraße und Geschichten aus der Heimat mit. 1989 hatte er eine größere Rolle in dem Film Geld. Er synchronisiert auch Videospiel, zum Beispiel 2003 XIII.
Seit 1979 ist er beim WDR auch als Hörspielsprecher im Einsatz.

## Filmografie

### Synchronrollen (Auswahl)
- 1986–1989: Dragon Ball (Zeichentrickserie)
- 1997: Extreme Dinosaurs (Zeichentrickserie)
- 1999: Gideon
- 2000: Romeo Must Die
- 2001: Cosmo & Wanda – Wenn Elfen helfen (The Fairly OddParents) (Zeichentrickserie)
- 2003: XIII (Videospiel)
- 2005: Doctor Who (Fernsehserie)
- 2010–2012: True Justice (Fernsehserie)
- 2011: Das Schwein von Gaza (Le cochon de Gaza)
- 2013–2017: Orphan Black (Fernsehserie, 50 Episoden)
- 2015: Cowboys vs. Dinosaurs

### Schauspieler
- 1978: Das Geld liegt auf der Bank (Fernsehfilm)
- 1988: Lindenstraße (Fernsehserie, Episode 1x127)
- 1988: Geschichten aus der Heimat (Fernsehserie) Episode: Ein ungewöhnlicher Fall
- 1989: Geld